# جوائز وسائل الإعلام المتعددة الثقافات والسكان الأصليين
جوائز وسائل الإعلام المتعددة الثقافات والسكان الأصليين هي جوائز الصحافة الأسترالية التي تعقد كل عام في برلمان نيو ساوث ويلز. تأسست المولدة اللبنانية الأسترالية شعهوت موسلمان الجوائز البرلمانية. وقد تم تأسيس الجوائز في عام 2012. عُرفت الجوائز لأول مرة باسم جوائز وسائل الإعلام متعددة الثقاقات ولكن لتوضيح العبء المتساوي على وسائل الإعلام الأصلية تم تعديل الجوائز رسميًا في عام 2014 لإدراج السكان الأصليين في اللقب.

## جوائز الإعلام 2012
- صحفية العام - الفائزان المشتركان: باوان لوثرا وماجدة عبود
- تغطية شؤون المجتمع في الخارج - تامي لي
- تغطية شؤون السكان الأصليين - جيري جورجاتوس
- التحرير / التقارير الإخبارية - باوان لوثرا
- التقارير الاستقصائية / الكتابة ميزة -- جيري جورجاتوس
- المساهمة في الإدماج الاجتماعي والتعددية الثقافية - لينا لي
- مصور العام -- جوجو لي
- الابتكار عبر الإنترنت في أخبار المدونة أو موقع أخبار تصميم الموقع - باوان لوثرا

## جوائز وسائل الإعلام 2013
- صحفي العام - جيري جورجاتوس
- تغطية شؤون المجتمع في أستراليا - لينا لي
- تغطية شؤون السكان الأصليين - جيري جورجاتوس
- التقارير الاستقصائية - جيري جورجاتوس
- مصور العام -- جوجو لي
- التغطية عبر الإنترنت - ستيف جياناكورس
- الكتابة المميزة - هيلين فيليسانيس
- التقارير الإخبارية - تامي لي
- المساهمة في الإدماج الاجتماعي - جان سميث
- الابتكار عبر الإنترنت من أخبار المدونة أو موقع أخبار تصميم الموقع -- باوان وراجني لوثرا
- تحرير الرسوم المتحركة  - جويل مابايو
- قاعة المشاهير - سيد ظافر حسين شاه

## جوائز الإعلام 2014
- صحفي العام - الفائزان المشتركان: مالارنياري مكارثي وكومود مراني
- التقارير التحريرية - الفائزون المشتركون: ماركوس وولومبي ووترز وجيري جورجاتوس
- مصور العام - الفائزون المشتركون: روميو كايابياب وميربي هاندا
- التقارير الإخبارية - الفائزون المشتركون: جيف باغنال وماجا يوفيتش
- تغطية شؤون المجتمع - لوك هي لاي
- تغطية الأخبار على الإنترنت - محمد طه
- قاعة المشاهير - باولو راجو

## جوائز وسائل الإعلام 2015
- صحفية العام - ناتالي أحمد
- تغطية شؤون المجتمع - فيولي كالفيرت
- الصحافي الشاب للعام - أريجيت بانرجي
- مصور العام -- ساشين واكاهر
- تقارير جديدة - باوان لوثرا
- تغطية الأخبار على الإنترنت - شانت سوغوهوميان
- التقارير التحريرية - مارغريتا أنجيلوتشي
- جائزة التشجيع - ناتالي سكرية
- قاعة المشاهير - أنور حرب

- قاعة المشاهير - ساشين واكاهر

## جوائز وسائل الإعلام 2016
- صحفية السنة - سوزانا لولوهيا وأوشا أرفيند [4]
- الصحافي الشاب للعام - نامي جوهيل
- تغطية شؤون المجتمع - ريمون سرفراج
- التقارير التحريرية -- مايك سويت
- التقارير الإخبارية - لورا ميرفي أوتس
- تغطية الأخبار على الإنترنت - آنا سيفو
- مصور العام -- نرسيس باليوزيان